# Matykil'
Matykil' (in russo Матыкиль?) è un'isola russa che si trova nella parte sud-occidentale del golfo di Šelichov (Mare di Ochotsk). È la maggiore delle isole Jam. Amministrativamente appartiene all'Ol'skij rajon dell'oblast' di Magadan, nell'Estremo Oriente russo.
L'isola è lunga 6 km e larga 2,2 km, con una superficie di 8,7 km². Il suo punto più alto raggiunge i 697 m.

## Flora e fauna
L'isola è popolata da una colonia riproduttiva di leone marino di Steller (Eumetopias jubatus). L'arvicola boreale che abita l'isola appartiene alla stessa stirpe filetica beringia della popolazione della penisola di Kamčatka.
Le scogliere costiere di Matykil' sono occupate da colonie di uccelli (qui la vegetazione è rappresentata da praterie caratterizzate da diverse decine di specie nitrofile). Nella parte superiore il pendio è levigato, ricoperto di tundra arbustiva di pino nano con macchie di pino nano siberiano.